# Rev.
Rev.(レヴ：またはプロジェクトレヴ)とは、株式会社ZIGがプロデュースする「Vtuber100体プロジェクト」内の、ガチゲーマーのみが所属するバーチャルYouTuberグループである。
Rev.のコンセプトは『圧倒的なゲームスキル。ハイクオリティなプレイ内容。魅せるプレイング』。
メンバー12人全員がガチゲーマーであり、VTuber業界だけでなくeスポーツ業界を牽引していく存在を目指している。

## 概要
2019年3月現在12人のメンバーと広報担当のRev.ちゃんで活動している。
活動開始当初はYouTubeへの動画投稿のみの活動であったが、最近はVtuber配信アプリ『Colon:』や『YouTubeLIVE』での生配信もしている。
Rev.はメンバー全員が本当に仲が良く、スタッフ陣含めチームワークが抜群なのも特徴の一つである。
夢喰或の卒業が決まるとサプライズでメンバーそれぞれがメッセージ動画をTwitterへ投稿したり、プライベートでもほぼ毎日のようにメンバー同士でFF14などのゲームをプレイする姿が見られている。
もう一つの特徴としてあげられるのが、食いしん坊が非常に多いことである。牛タン15人前を1人で平らげた白衣まなみを筆頭に、ポッキー信者の琴月てとなどのメンバーが原因で、そのうちバーチャルゲーマユニットではなく、フードファイターグループDev.(デヴ)になってしまうのではないかと広報担当のRev.ちゃんは恐れているそうだ。

## メンバー
公式サイトでの記載順。順番はデビュー順。公式プロフィールをもとに記述。また、絵師は敬称略。
| 名前         | デビュー日        | 誕生日   | 絵師                   |
| ------------ | ----------------- | -------- | ---------------------- |
| 琴月てと     | 2018年8月27日20時 | 10月10日 | ぶくろて               |
| 七星メイ     | 2018年9月14日20時 | 1月25日  | ぜろ                   |
| 結城オト     | 2018年9月14日20時 | 1月31日  | スープちゃん           |
| 水無月ツユ   | 2018年9月21日10時 | 未公開   | てるてる法師           |
| 柊くれな     | 2018年9月21日10時 | 未公開   | 丈ゆきみ               |
| 白衣まなみ   | 2018年9月21日10時 | 10月16日 | カミヤミヲ             |
| 小此木うい   | 2018年9月28日12時 | 未公開   | トマ斗                 |
| 椎名ユーリ   | 2018年9月28日12時 | 未公開   | USUKUCHI(元：うすくち) |
| 三里実久莉   | 2018年9月28日12時 | 3月1日   | ハタハタ               |
| デジタピリコ | 2018年11月2日12時 | 未公開   | ありかん               |
| 栗栖メープル | 2018年11月2日12時 | 未公開   | mino                   |
| 色葉あやめ   | 2018年11月2日12時 | 未公開   | mino                   |

### Rev.ちゃん
プロジェクトレヴ始動後まもなく、Rev.オフィシャルTwitterが稼働した。当初その運営は、Rev.Pと呼ばれる関西弁のプロデューサーと、やさぐれADと呼ばれるRev.Pの子分(設定)の2人で行っていた。しかし、2019年2月8日に突如現れたRev.広報担当のRev.ちゃんがTwitterを運営することに。
そして見た目の可愛さや様々な発言でメンバーにも劣らない人気を得たために、なんとRev.ちゃん自身もVtuberデビューを果たしてしまった。

### 卒業メンバー
1. 夢喰或（ゆめくいある）

2018年8月28日に小此木うい、椎名ユーリ、三里実久莉と共にデビュー。落ち着いた中性的ボイスが特徴で、『いい夢見れてる？』がキャッチフレーズ。小此木ういとはVtuberデビューする前からの友達であった。環境の変化などで活動がなかなか出来なくなってしまうことが理由で、2019年1月31日にメンバーやファンに惜しまれながらもRev.を卒業し、Vtuberを引退した。Rev.初の卒業メンバーである。

## 活動実績
- 2018年11月10日発売『Vティークvol.2』に七星メイが掲載
- 2019年3月20日 アニメイトフリーペーパー『きゃらびぃ』に小此木うい、栗栖メープルが掲載
- 2019年3月22日発売『Vティークvol.3』に柊くれな、白衣まなみ、琴月てと、栗栖メープル、小此木うい、三里実久莉、デジタピリコ、色葉あやめが掲載
- 2019年3月29日～(約１週間)アニメイトの対象店舗レシート裏に白衣まなみが掲載